# Uthmann und Rathen

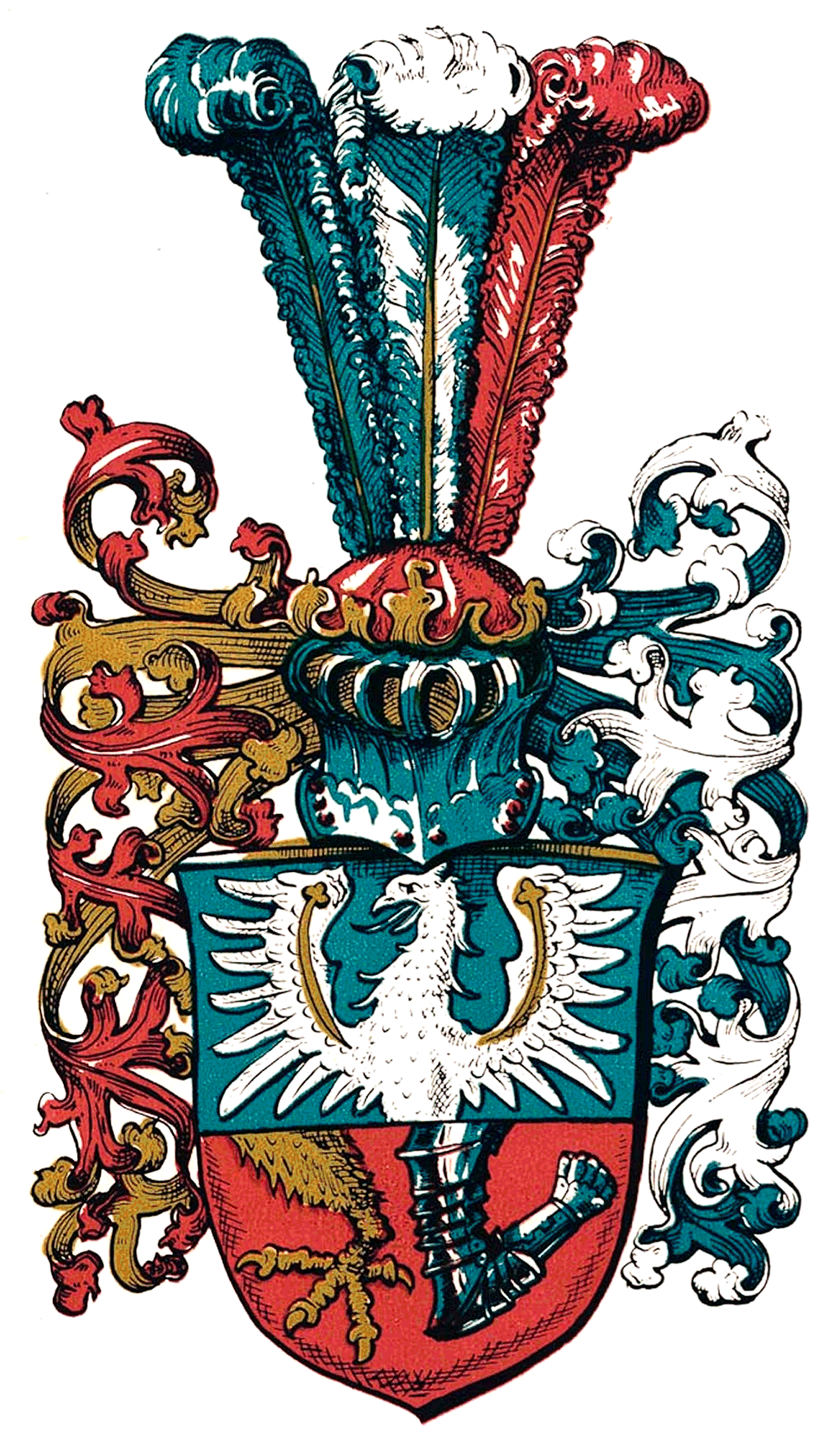
Wappen derer von Uthmann und Rathen (Rudolf Stein, Der Rat und die Ratsgeschlechter des alten Breslau, 1963)

Die Herren von Uthmann und Rathen waren ein altes Breslauer Ratsgeschlecht. Die naheliegende Verwandtschaft zur Familie Uthmann bzw. zu den Linien Uthmann und Ransern und Uthmann und Schmolz wurde von Witzendorff-Rehdiger behauptet, aber nicht belegt und ist daher offen.

## Geschichte
Die Uthmann und Rathen waren seit 1475 in Breslau ratsgesessen. Früheren Annahmen, diese Linie sei 1733 erloschen, wird in jüngerer Literatur widersprochen. Die Stammlinie beginnt bei Michael Uthmann (* in der ersten Hälfte des 15. Jahrhunderts; † 2. November 1479). Kaufmann, trieb Fernhandel nach Ungarn. Sei ein „Mann der vielen Worte“, zudem unüberlegt und leichtsinnig gewesen. Er war von 1475 bis zu seinem Lebensende Ratsherr. Er war verheiratet mit Katharina Henne, mit der er drei Kinder hatte:
- Michael Uthmann 
  - Hans; ⚭ Regina Kromayer
  - Barbara; ⚭ Anton Venediger
  - Hieronymus († 20. Juli 1510 in Breslau); Kaufmann, seit 1501 Schöffe; starb an den Folgen eines Überfalls auf einer Handelsreise; ⚭¹ Katharina von Bank, Tochter des Alexius von Bank; ⚭² Barbara Scheuerlein
    - Anna; ⚭ Hieronymus von Hörnig
    - Hieronymus († 1542), Bürger und Kaufmann in Breslau; ⚭¹ Hedwig von Rindfleisch; ⚭² Lucia von Prockendorf, später im Zusammenhang mit ihrer mutmaßlichen Tochter, Anna von Prockendorf genannt

Hieronymus, genannt II., hatte zehn Kinder, vier seiner Söhne begründeten selbst vier sogenannte Hauptäste, aus denen jeweils zahlreiche Nachkommen hervorgingen:
- Hieronymus Uthmann 
  - Kinder aus erster Ehe:
  - Anna; ⚭ Werner von Feuerbach
  - Hedwig; ⚭ Israel Reichel
  - Magdalene († 21. März 1584); ⚭¹ Cölestin Göritze; ⚭² Martin Schmidt
  - Hieronymus († 16. August 1590), zählte zu den bedeutendsten Breslauer Kaufherren; seit 1571 Ratsherr; erwarb im Jahr 1578 Rathen und Herrmannsdorf und wurde königlich mehr Mann im Manngericht des Fürstentums Breslau; ⚭ Eva Morenberg
    - Hieronymus (* 1553; † 31. Mai 1611), Landschöffe des Fürstentums Breslau; ⚭ Magdalena von Kromayer
      - Magdalena († 22. August 1606)
      - Martha († 2. März 1616)
      - Heinrich (* 1590; † 1. September 1627); in der Elisabethkirche ist ein Denkmal („mit zwei Fahnen und Helm“) überliefert
      - Maria (* 1598; 9. Februar 1622)

    - Friedrich (* 1556; † 12. August 1612 in Neumarkt); studierte im Jahr 1578 in Wittenberg; ⚭ Eva von Prüfer
      - Hans Friedrich (* 1586; † 1. Mai 1620 in Weisskretscham)
      - Jakob († 1621 in Guhrau)

    - Jakob (* 1558; † 30. Juli 1591 in Großschottgau); 1584 Schützenkönig der kaufmännischen Zwingergesellschaft in Breslau ⚭ Katharina von Uthmann und Schmolz (verwitwete Artzat)
      - Philipp Jakob († 4. September 1609); wurde von Adam Oderwolf in Marschwitz erstochen
      - Markus (* 1591; † 16. September 1596)

    - Siegfried (auch: Seifried; * 1562; † 27. Dezember 1608); es ist ein Denkmal in der Elisabethkirche überliefert; ⚭ Rosina von Büttner
      - Rosina ⚭ Georg Friedrich von Hocke
      - Ernst Friedrich; machte im Jahr 1658 Konkurs; ⚭ Susanne von Eckh
      - Ernst Jakob († jung im Oktober 1603), es ist ein Denkmal („aus Sandstein , ein betendes Kind darstellend“) in der katholischen Kirche in Hermannsdorf überliefert
      - Anna Maria ⚭ Hans Woyske
      - Ernst Heinrich; studierte im Jahr 1621 in Altdorf

    - Eva († 1627 in Neidchen); ⚭ Friedrich von Uthmann und Schmolz
    - Sebald († 1630); studierte im Jahr 1580 in Leipzig; ⚭ Regina Oelhafen von Schellenbach
      - Hans Christof († 31. Oktober 1635); erbte von seinem Vater Kehrtschütz (Kreis Neumarkt); ⚭ Ursula von Stwolinski
        - Hans Sebald (* 1624; 9. Januar 1685); ⚭ Elisabeth Margarethe von Seidlitz
          - Christoph Georg (* 1663 in Polnisch Baudiss)
          - Ursula Magdalena (* 1666)
          - Hans Christoph (* 1673; † 1703); ⚭ eine von Tschirnhaus
            - Hans Christoph; ⚭¹ eine von Schellendorf; ⚭² eine von Treskow; ⚭³ eine von der Marwitz

        - Anna Helene; ⚭ Siegmund Moritz von Salisch
        - Ursula Marianne; ⚭ Georg Friedrich von Kottulinsky
        - Rosine Barbara; ⚭ Christoph Georg von Festenberg genannt Packisch

      - Rosina (* 1607; † 13. März 1633); ⚭ Ernst von Bohrau
      - Helena

    - Kilian (* 1569; † 29. Juli 1621); Herr auf Herrmannsdorf und seit 1596 Ratsherr ebenda. Errichtete im Jahr 1584 ein Stipendium für Studierende aus dem Geschlecht Uthmann oder aus der Freundschaft. Im Jahr 1611 legte er im Namen der Stadt mit anderen Ratsherren vor dem böhmischen König Mathias II. eine Erbhuldigung vor. Im Jahr 1620 wurde er königlicher Mann; ⚭ Maria von Schreibersdorf
      - Maria; ⚭ Gottfried von Prüfer
      - Seifried (auch: Seiffert, Siegfried; * 1593; † 17. Dezember 1639); studierte in Leipzig; ⚭ Maria von Keul
        - Anna Maria (getauft am 20. Juli 1635)
        - Kilian Friedrich (getauft am 5. Juni 1631)
        - Sebald Heinrich (getauft am 22. Oktober 1632; † 31. August 1685); ⚭ Anna Barbara Berger von Berg
          - Maria Sophie; ⚭ Friedrich Leopold von Jauernigk
          - Anna Helene (* 1667; † 7. Dezember 1733); ⚭¹ Kaspar Leopold Eduard von Biedau; ⚭² Kaspar Joachim von Schickfus
          - Sebald Seifried; ⚭ Johanna Susanna von Hohberg

    - Heinrich († 14. August 1580); wurde zusammen mit seinem Vater Hieronymus beerdigt, der zwei Tage später starb, allerdings überlieferte Pusch Hieronymus Todesdatum 16. August 1590, wonach eine der beiden Jahreszahlen falsch sein dürfte

  - Michael († 21. Februar 1581); ⚭ Anna von Feuerbach
    - Anna (* 1555; † 10. September 1605); ⚭¹ Adam Christel; ⚭² Kaspar Pförtner von der Hölle
    - Maria (* 1559; † 13. Dezember 1597); ⚭¹ Melchior von Artzat; ⚭² Johann Hennemann genannt Reisig, Leibarzt Kaiser Rudolfs
    - Kaspar (* 1561; † 8. Dezember 1613); studierte im Jahr 1584 in Leipzig; ⚭ Anna Christel
      - Magdalena (* 1594; † 17. November 1613)
      - Kaspar (* 1595; † 17. Oktober 1616)

    - Magdalena († 1584); ⚭ Georg Pförtner von der Hölle
    - Katharina (* 1565; † 24. Juni 1599); ⚭ Stenzel von Koye
    - Eva (* 1565; † 23. Januar 1611); ⚭ Hans von Haunold
    - Melchior (* 1567; † 28. Januar 1625); Kaufmann; ⚭¹ Ursula Mittelstrass; ⚭² Anna von Barth
      - Anna († Januar 1651); ⚭ Jakob von Baudiss
      - Melchior († 1621 bei Kaminietz); fiel im Kampf gegen die Tartaren

    - Michael (* 1552; † 7. Oktober 1586);

  - Hans († 1579); sein Steindenkmal („Basrelief in Alabaster“) befand sich in der Elisabethkirche; ⚭ Anna Hirsch von Kaltenbrunn.
    - Hans (* 1564; † 31. Mai 1629); ⚭ Elisabeth Domnig
    - Anna; ⚭ Erasmus von Holtz

  - Paul (* 1532; † 2. Juli 1595);
    - Magdalena (* 1563; † 26. November 1624)
    - Maria; ⚭¹ Daniel Trost; ⚭² Hans Seydel
    - Paul († 1633); starb an der Pest; ⚭¹ Susanna Böck von Greissau; ⚭² Magdalena von Eben und Brunnen
      - Paul; ⚭ Marianne von Bock

    - Susanna (* 1580; † 7. Februar 1659); ⚭ Bartholomäus Herbst

  - weitere Kinder, möglicherweise aus zweiter Ehe:
  - Elisabeth; ⚭ Thomas von Schreiter. Nach Reichel war sie die zweite Tochter ihres Vaters Hieronymus, was Pusch stark bezweifelte und gleichzeitig für möglich hielt, dass sie der zweiten Ehe ihres Vaters mit Anna von Prockendorf entstammte.
  - Katharina († 8. April 1588); ⚭¹ Bartholomäus Reusner; ⚭² Tobias Kober von Kobersdorf (* 1532), kaiserlicher Leib- und Feldarzt. Das Geburtsjahr ihres Mannes soll ihre Herkunft aus der zweiten Ehe (1539) ihres Vaters nahelegen.

## Wappen

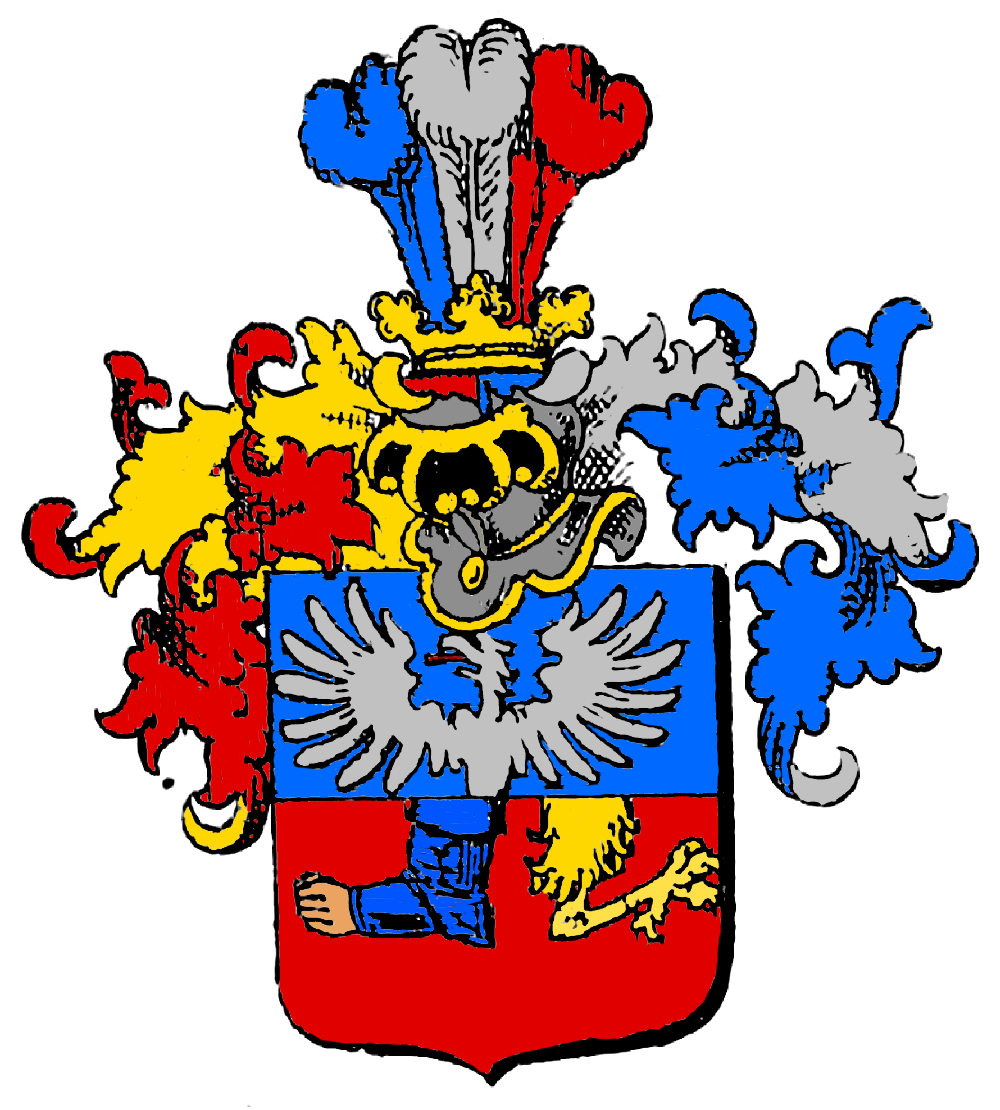
Wappen derer von Uthmann und Rathen (Konrad Blažek, Siebmachers Wappenbuch, 1887)

Das Wappen der Uthmann und Rathen zeigt im quergeteilten Schild oben in Blau einen wachsenden silbernen Adler, unten rechts in Rot einen goldenen Adlerfuß, links einen geharnischten Arm (oder heraldisch vielmehr umgekehrt).